# یوامنت کینترو
یوامنت کینترو (اسپانیایی: Ioamnet Quintero‎؛ زادهٔ ۸ سپتامبر ۱۹۷۲) ورزشکار پرش ارتفاع زن اهل کوبا بود.
وی در مسابقات کشوری و بین‌المللی در مجموع برندهٔ ۳ مدال طلا، ۱ مدال برنز شده‌است.